# Altgriechische Phonologie
Die altgriechische Phonologie (neugriechisch φωνολογία/προφορά της Αρχαίας Ελληνικής γλώσσας fonología/proforá tis Archéas Ellinikís glóssas [Dimotiki], φωνολογία τῆς Ἀρχαίας Ἐλληνικῆς γλώττης fonología tîs Archaias Ellinikîs glóttis [Katharevusa]) ist die Phonologie (bzw. Lehre von der Aussprache) des Altgriechischen.
Dabei ist zunächst zu berücksichtigen, dass der Begriff Altgriechisch als solcher problematisch ist, da es sich hierbei um eine sowohl ortsbezogen als auch im Zeitverlauf betrachtet sehr heterogene Sprachform handelt, die in zahlreichen unterschiedlichen Dialekten existierte und in Texten von Homer bis in die Gegenwart geschrieben wurde und wird. Damit ist klar, dass es ein Altgriechisch nicht gibt; vielmehr gibt es eine Vielzahl von altgriechischen Dialekten, die an verschiedenen Orten und zu verschiedenen Zeiten unterschiedliche Laute und eine unterschiedliche Aussprache des griechischen Alphabets besaßen. Gemeinhin wird der attische Dialekt als das Altgriechisch schlechthin bezeichnet, was jedoch die Gefahr birgt, der irrigen Annahme einer homogenen altgriechischen Sprache zu erliegen, die es zu keiner Zeit gab, auch wenn sich seit dem Hellenismus die Koine herausbildete. Da aber das Attische aufgrund der vielen Textdokumente der griechischen Klassik der bekannteste und am besten erforschte altgriechische Dialekt ist, stützt sich dieser Artikel in erster Linie auf die Phonologie des Attischen.

## Drei verschiedene Aussprachemodelle
Es gibt drei verschiedene (nachklassische) Systeme, nach denen altgriechische Texte vorgelesen wurden beziehungsweise werden:
- Das System von Erasmus von Rotterdam, das heute in seiner ursprünglichen Form nicht mehr üblich ist.
- Die heutige Schulaussprache des Altgriechischen, die sich an das erasmische System anlehnt und Modifikationen durch die phonologischen Gegebenheiten des jeweiligen Landes unterworfen ist.
- Die neugriechische Aussprache, die nur in griechischsprachigen Ländern üblich ist.

Keine dieser drei Aussprachevarianten erfasst die altgriechische Phonologie tatsächlich so, wie sie jemals an einem bestimmten Ort im griechischen Sprachraum Wirklichkeit war oder wie sie nach dem Stand der Wissenschaft auch nur plausibel gewesen sein könnte. Durch die große zeitliche Distanz zur griechischen Antike und die Begrenztheit der erhaltenen Schriftbelege sind der vollständigen Aufdeckung der altgriechischen Phonologie Grenzen gesetzt. Es wird nach derzeitigem Stand niemals möglich sein, die authentische Aussprache aller altgriechischen Dialekte zu verschiedenen Zeiten mit hundertprozentiger Sicherheit zu beschreiben.

## Vokale
Das Altgriechische unterschied zwischen langen und kurzen Vokalen. Soweit rekonstruiert, enthielt der attische Dialekt, der als klassische Form des Griechischen gilt, fünf kurze und sieben lange Vokale. Ihre exakte Aussprache zu einer bestimmten Zeit zu rekonstruieren ist schwierig, doch das nachstehende Schema von W. Sidney Allen (1968) ist gemeinhin akzeptiert.
|             | Vorne      | Vorne    | Hinten     | Hinten   |
|             | ungerundet | gerundet | ungerundet | gerundet |
| Geschlossen | [i] ι/ῐ    | [y] υ/ῠ  |            |          |
| Mitte       | [e] ε      |          |            | [o] ο    |
| Offen       | [a] α/ᾰ    | [a] α/ᾰ  | [a] α/ᾰ    | [a] α/ᾰ  |

|                 | Vorne           | Vorne    | Hinten     | Hinten               |
|                 | ungerundet      | gerundet | ungerundet | gerundet             |
| Geschlossen     | [iː] ι/ῑ        | [yː] υ/ῡ |            |                      |
| Halbgeschlossen | [eː] ει (ε + ι) |          |            | [oː ≈ uː] ου (ο + υ) |
| Halboffen       | [ɛː] η          |          |            | [ɔː] ω               |
| Offen           | [aː] α/ᾱ        | [aː] α/ᾱ | [aː] α/ᾱ   | [aː] α/ᾱ             |

Bei den a-, i- und y-Lauten wurde die Länge also nicht in der Schrift unterschieden, die Kürze- bzw. Längezeichen wurden erst in der Neuzeit eingeführt und auch nur sporadisch verwendet – und dann auch nur im sprachwissenschaftlichen Kontext, nie im Schulunterricht. Bei den e- und o-Lauten gab es je ein kurzes und zwei lange Phoneme, die auch unterschiedlich geschrieben wurden. Die kurzen Vokale wurden mit Epsilon und Omikron wiedergegeben, es wird angenommen, dass sie eher halbgeschlossen ([e], [o]) waren, es ist jedoch auch gut möglich, dass sie auch die halboffenen Allophone [ɛ] und [ɔ] umfassten. Bei den Langvokalen wurde zwischen den offenen Lauten [ɛː] und [ɔː] (geschrieben mit Eta und Omega) sowie den geschlossenen Lauten [eː] und [oː] unterschieden. Der Laut [ɛː] könnte unter Umständen auch noch offener ausgesprochen worden sein, also [æː].
Die langen halbgeschlossenen Vokale [eː] und [oː] hatten eine komplexe Geschichte. In einigen Fällen haben sie sich aus den Diphthongen [ei] und [ou] entwickelt, worauf auch die Schreibweisen ει und ου hinweisen. Jedoch sind sie in anderen Fällen auch durch eine Ersatzdehnung der kurzen Laute [e] und [o] entstanden, um einen ausgefallenen Konsonanten wieder auszugleichen. Zum Beispiel gehen λυθείς lytheis und λύουσι lyousi auf *λυθεντς *luthents und *λυοντσι *luontsi zurück. In einem noch anderen Fall hat sich [eː] aus einer Synärese von <εε> und [oː] aus einer aus <εο>, <οε> oder <οο> entwickelt, wobei die unverbundenen Formen in anderen Dialekten erhalten sind. Als die ursprünglichen Diphthonge ihre diphthongische Aussprache verloren und, wahrscheinlich in vorklassischer Zeit, zu [eː] und [oː] wurden, stellten die Schreibungen <ει> und <ου> eine recht einfache Methode der schriftlichen Wiedergabe dar, unabhängig von ihrem Ursprung. Wo die Schreibungen ει und ου mit einem ehemaligen Diphthong übereinstimmen, werden sie „echte Diphthonge“ genannt, in anderen Fällen „unechte Diphthonge“.
Die Laute [y] und [yː] (wie deutsches ü) hatten ursprünglich den Lautwert [u] und [uː]. Es ist schwer, mit Genauigkeit zu sagen, wann sich diese Lautverschiebung ereignete. Sie ereignete sich auch nicht in allen griechischen Dialekten, wurde aber von der Koine als Standard übernommen.
In nachklassischer Zeit durchlebten die griechischen Vokale zahlreiche Änderungen, die schrittweise zu dem neugriechischen System mit nur fünf Vokalphonemen führte. Noch während der klassischen Periode oder kurz danach verschoben sich sowohl [eː] als auch [oː] und wurden zu [iː] bzw. [uː]. [eː] (ει) fiel mit dem ursprünglichen [iː] zusammen, wohingegen [oː] den Platz des ursprünglichen [uː] einnahm, das sich bereits vorher zu [yː] verschoben hatte (siehe oben). Die Tatsache, dass <υ> und <ου> niemals verwechselt wurden, lässt darauf schließen, dass sich die Verschiebung von <υ> vor der von <ου> ereignete, oder dass sich die Lautverschiebungen parallel ereigneten. Die Entrundung von [y] zu [i] ereignete sich in byzantinischer Zeit. Auch die Unterscheidung zwischen langen und kurzen Vokalen wurde aufgegeben, so dass am Ende nur noch die Phoneme [a], [ɛ], [i], [ɔ] und [u] übrigblieben.

## Diphthonge
Im Altgriechischen gab es viele Diphthonge. Alle waren schließende Diphthonge, sie endeten entweder auf [i̯] oder [u̯], wie in einem halbvokalischen Auslaut. Der erste Teillaut konnte entweder lang oder kurz sein, was die nachstehende Tabelle zeigt (in der ersten Zeile einer Zelle ist die Aussprache in IPA angegeben, darunter ihre klassische Schreibweise):
|                    | Vorderer Auslaut                          | Hinterer Auslaut                |
| Kurzer erster Laut | [ai̯], [oi̯], [yi̯], ([ei̯]) αι, οι, υι, (ει) | [au̯], [eu̯], ([ou̯]) αυ, ευ, (ου) |
| Langer erster Laut | [aːi̯], [ɛːi̯], [ɔːi̯] ᾱι, ηι, ωι (ᾳ, ῃ, ῳ)  | [ɛːu̯], ([ɔːu̯]) ηυ, (ωυ)         |

Diese Diphthonge entwickelten sich während und nach der klassischen Periode (und ihrer teilweisen Übernahme in der Koine) verschieden. Zwei davon, ει und ου, wurden bereits früh monophthongiert (siehe oben). Die restlichen Diphthonge, die zuvor auf Iota geendet hatten, wurden kurz darauf auch zu Monophthongen. Dies geschah früh, noch während oder kurz nach der klassischen Periode. Hierbei veränderten sich diejenigen Diphthonge mit langem Anlaut (<ᾱι>, <ηι> und <ωι>) dahingehend, dass der i-Laut verstummte und lediglich der Anlaut übrig blieb: <ᾱ>, <η>, <ω>. Das Iota wurde (später) nur noch durch ein bloßes Iota sub- bzw. adscriptum wiedergegeben.
Die kurz anlautenden Diphthonge (<αι>, <οι> und <υι>) veränderten sich hingegen eigenständig: [ai̯] verschob sich zunächst zu [ɛː] und fiel nach der Aufgabe der langen und kurzen Vokale mit ε [ɛ] zusammen. Die Differenz zur mittelgriechischen Aussprache des Eta als [i] lässt darauf schließen, dass sich die Verschiebung von [ɛː] zu [iː] im Falle des Eta vor der genannten Verschiebung von <αι> zu [ɛː] und dem folgenden Zusammenfall von Lang- und Kurzvokalen (also im Falle des <αι>: [ɛː] > [ɛ]) ereignete. <οι> und <υι> verschoben sich dagegen beide zu [y] und später auch zusammen mit dem einfachen <υ> zu [i].
Die übrigen nach hinten schließenden Diphthonge (<αυ>, <ευ>, <ηυ>) veränderten sich dahingehend, dass der Auslaut während der hellenistischen Zeit konsonantisch wurde, was direkt zu den neugriechischen Lauten [av], [ev] und [iv] führte, die sich jedoch vor stimmlosen Konsonanten und am Wortende zu [af], [ef] bzw. [if] quasi auslautverhärten. <ωυ> war selten und erschien nur im Ionischen, nicht aber im klassischen Attisch. Da es, aufgrund seiner Seltenheit, auch nicht von der Koine übernommen wurde, erscheint der Digraph auch im heutigen Griechischen nicht mehr.

## Konsonanten
Auch das Konsonantensystem des klassischen Attischen erfuhr in nachklassischer Zeit Veränderungen, büßte dabei aber – ungleich dem Vokalsystem – nicht an Komplexität ein. So zeigt sich im System der Plosive eine Tendenz zur Frikativierung. Dabei bildeten sich die ursprünglichen Plosivlaute teilweise aus anderen Lauten neu, sodass es im Neugriechischen geringfügig mehr Konsonanten gibt, von Allophonen der eigentlichen Laute abgesehen.

### Plosive
Von mehreren im Neugriechischen frikativisch ausgesprochenen Lauten kann mit an Sicherheit grenzender Wahrscheinlichkeit davon ausgegangen werden, dass sie klassische attische Plosive waren. Die antiken Grammatiker, die als erste versuchten, die Laute zu klassifizieren, beginnend mit Aristoteles, bezeichneten die Plosive als ἄφωνα áphōna.
| Traditioneller Name   | Phonetische Beschreibung | Bilabial | Alveolar | Velar  |
| --------------------- | ------------------------ | -------- | -------- | ------ |
| Ψιλά Psilá, Tenues    | stimmlos                 | [p] π    | [t] τ    | [k] κ  |
| Μέσα Mésa, Mediae     | stimmhaft                | [b] β    | [d] δ    | [ɡ] γ  |
| Δασέα Daséa, Aspirata | aspiriert und stimmlos   | [pʰ] φ   | [tʰ] θ   | [kʰ] χ |

Später wandelte sich die Aussprache der ursprünglichen Mediae und Aspirata: Die Mediae wurden zu stimmhaften ([v], [ð] bzw. [ɣ]), die Aspirata zu stimmlosen ([f], [θ] bzw. [x]) Frikativen. Man geht davon aus, dass sich diese Veränderungen während des ausgehenden Altertums, im Wesentlichen dort, wo Koine gesprochen wurde, ereigneten und mit der Verschiebung von [ɡ] im 3. Jahrhundert nach Christus begannen und mit den Aspirata endeten. Von der klassischen Aussprache der aspirierten Plosive rühren die lateinischen Transkriptionen von <φ>, <θ> und <χ> als „ph“, „th“ und „ch“, die bis heute bei der Fremdwortschreibung im Englischen, Französischen und großenteils auch noch im Deutschen gelten. In kyrillisch geschriebenen Sprachen wurde <θ> anfangs mit <ѳ> und beginnend mit der russischen Rechtschreibreform von 1918 mit <ф> wiedergegeben; beide Buchstaben wurden [f] ausgesprochen.
Im Falle der Labialen müssen sich die Veränderungen über die Zwischenschritte der bilabialen Frikative [β] und [ɸ] ereignet haben, da die modernen Lautwerte nicht bilabial, sondern labiodental sind.

### Andere Konsonanten
Außer den Plosiven kennt das klassische Altgriechische zwei Nasale ([m] und [n]), zwei Liquide ([l] und [r]) und zwei Frikative ([h] und [s]), die in einzelnen Abschnitten separat behandelt werden. Antike Grammatiker klassifizierten die Nasale, Liquide und [s] als ἡμίφωνα hēmíphōna, womit sie wahrscheinlich meinten, dass sie, im Gegensatz zu den áphōna, auch ohne vokalische Aussprachehilfe ausgesprochen werden konnten. So lässt sich beispielsweise der Laut [b] allein nur schlecht artikulieren, er benötigt zu seiner Erzeugung immer noch einen Vokal, zum Beispiel [beː], die der Laut [sː] nicht benötigt.
Während sich die Terminologie der áphōna und hēmíphōna mehr auf die Phoneme denn auf die Buchstaben bezog, standen die Buchstaben Psi (Ψ, ψ), Xi (Ξ, ξ) und Zeta (Ζ, ζ) jeweils für Konsonantenverbindungen und wurden als διπλά diplá („Doppelbuchstaben“) bezeichnet und – wahrscheinlich, weil sie alle [s] als Element enthielten – in eine Gruppe mit den hēmíphōna gestellt. Die Aussprache des Zeta ist dabei nicht ganz klar. Zur Bildung von Metren wurde es als Doppelkonsonant behandelt, es bildete also lange Silben (siehe unten), doch bleibt unklar, ob es für die Konsonantenverbindung [zd] oder für [dz], oder vielleicht zu verschiedenen Zeiten für jeweils eine von beiden stand; sicher ist nur, dass es zur Zeit seiner Entlehnung ins Lateinische als [dzeːta] übernommen wurde (vergleiche Italienisch z als [dz] und [ts]). Die anderen beiden diplá wurden im klassischen Attisch wahrscheinlich [pʰs] und [kʰs] ausgesprochen, was man beispielsweise daran sieht, dass sie, als es sie im Attischen noch nicht als Einzelbuchstaben gab, als <φσ> bzw. <χσ> geschrieben wurden. Die Aspiration des ersten Lautes war allerdings für die phonologische Klassifikation irrelevant.

#### Nasale
Im Altgriechischen gab es zwei nasale Phoneme aber drei nasale Laute: Den bilabialen Nasal [m], geschrieben als My (Μ, μ), den alveolaren Nasal [n], geschrieben als Ny (Ν, ν) oder in der velaren Aussprache [⁠ŋ] als Gamma (Γ, γ).
Je nach phonetischer Umgebung wurde das Phonem /n/ in Sprache und Schrift auf drei verschiedene Arten realisiert:
- Vor den Labialen [b], [p] und [pʰ] wird sein Lautwert zu [m] assimiliert und mit μ geschrieben. So lautet zum Beispiel das Präfix ἐν- en („hinein“), vor βαίνω baínō, -πάθεια -pátheia und φαίνω phaínō stets ἐμ- em- und bringt so die Ausdrücke ἐμβαίνω embaíno („ich schreite hinein, ich betrete“), ἐμπάθεια empátheia und ἐμφαίνω emphaínō hervor. Das Gleiche geschieht, wenn in Form eines Psi noch ein [s] auf den Plosiv folgt wie in ἔμψυχος émpsychos.
- Vor dem Nasal [m] wird /n/ ebenfalls zu [m] assimiliert und mit μ geschrieben. Dadurch entsteht die Gemination <μμ>, und beide werden gemeinsam als verlängerter bilabialer Nasal [mː] ausgesprochen, zum Beispiel in ἐν en + μένω ménō > ἐμμένω emménō.
- Vor den Velaren [ɡ], [k] und [kʰ] wurde das Phonem /n/ als [ŋ] ausgesprochen und als Gamma geschrieben, so zum Beispiel in ἐγγύς eŋgýs, ἐγκαλέω eŋkaléō, ἐγχέω eŋchéō. Das Gleiche geschieht, wenn auf den Velar [s] in Form eines Xi folgt, wie in συγξηραίνω syŋxeraínō, dies tritt jedoch seltener auf. Die Schreibung γγ stand also nicht für die Gemination und wird daher auch nicht [ɡː] ausgesprochen.
- In allen anderen Fällen wird das Phonem /n/ als [n] ausgesprochen, was auch der Standard ist.

Sofern möglich geht das Phonem /n/ schließlich auch selbst Geminationen ein, ohne assimiliert zu werden, wie zum Beispiel in dem Wort ἐννέα ennéa, ausgesprochen [enːe˦a˧]. Künstliche Gemination zu metrischen Zwecken findet sich teilweise auch, zum Beispiel in der Form ἔννεπε énnepe, ausgesprochen [e˦nːepe].

#### Liquide
Im Altgriechischen gab es zwei Liquide [l] und [r], die mit Lambda (Λ, λ) bzw. Rho (Ρ, ρ) geschrieben wurden. Steht ein [n] vor dem [l], findet eine Gemination statt, und die Kombination wird [lː] ausgesprochen, wie in συλλαμβάνω syllambáno, dem ein *συνλαμβάνω *sunlambáno zugrunde liegt.
Das Rho stand wahrscheinlich für einen alveolar gerollten Laut, [r], wie im Italienischen oder heutigen Griechischen und regional im Deutschen, eher nicht für die Allophone des Englischen oder Französischen. Am Wortanfang wird das ρ teilweise mit Spiritus asper geschrieben (ῥ), wahrscheinlich, um ein stimmloses oder aspiriertes Allophon von [r] darzustellen, wahrscheinlich [r̥] oder [rʰ], woher wohl auch die traditionelle Transkription „rh“ rührt. Die gleiche Rechtschreibung wird teilweise verwendet, wenn eine Gemination von [r], wie in συρρέω syrréo, das deshalb teilweise auch συῤῥέω syrrhéo geschrieben wird, auftritt, was die Transkription zu „rrh“ verschiebt. Dieses Beispiel zeigt auch, dass [n] im Präfix συν syn von einem folgenden [r] assimiliert wird, was zur Gemination führt.

#### Frikative
Bevor die Mediae und Aspirata zu Frikativen wurden, hatte das Griechische wahrscheinlich nur zwei Frikative: Den Zischlaut [s], der mit Sigma (Σ, σ, ς) geschrieben wurde, und [h]. Der Erstgenannte hatte wahrscheinlich das stimmhafte Allophon [z] vor anderen stimmhaften Konsonanten, was in der Rechtschreibung jedoch nicht beachtet wurde, Belege gibt es allerdings keine.

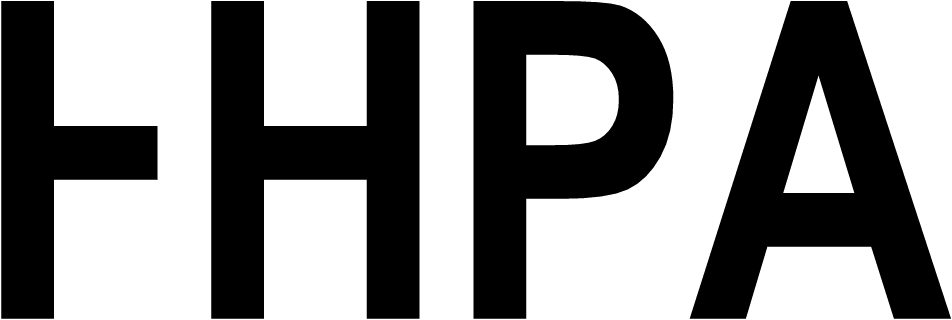
Demonstration für das Aussehen der Benutzung der Glyphe Ͱ für am Beispiel ἭΡΑ (Hera)

Der Laut [h] stand nur am Wortanfang. Im attischen Dialekt wurde er ursprünglich mit Heta geschrieben. Kurz vor oder während der klassischen Zeit verstummte er im Ionischen und Äolischen (Psilose), im Attischen blieb er aber länger erhalten. Im Ionischen wurde das Eta daraufhin als Vokalbuchstabe verwendet. Als das ionische Alphabet dann von den anderen Regionen übernommen wurde (so 403 v. Chr. in Athen), musste [h] allerdings weiterhin wiedergegeben werden. In manchen Inschriften wurde er stattdessen mit der linken Hälfte des (H)eta geschrieben, siehe nebenstehendes Bild. Spätere Grammatiker, während der hellenistischen Koine, veränderten das Symbol zum Spiritus asper (griechisch δασεῖα daseîa), den sie nicht länger als einzelnen Buchstaben fassten, sondern als diakritisches Zeichen, das über einem anlautenden Vokalbuchstaben steht. Dementsprechend schufen sie ein weiteres diakritisches Zeichen namens Spiritus lenis (griechisch ψιλή psilḗ), das klarstellen sollte, dass das Wort nicht mit [h] beginnt. Allgemein wurden die Zeichen erst in der byzantinischen Zeit eingeführt.
Der Buchstabe Digamma (Ϝ, ϝ) wurde in einigen Dialekten für den Laut [w] im Silbenanlaut verwendet. Dieser Laut verstummte im Attischen und Ionischen (vergleiche attisch οῖνος oînos, ursprünglich ϝοῖνος woînos; verwandt mit lateinisch vinum > deutsch Wein) vor der klassischen Periode und wurde nur noch als Zahlzeichen für „sechs“ benutzt, wo er später auch durch das Stigma ersetzt wurde. Das [w] anderer griechischer Dialekte und von Fremdsprachen wurde üblicherweise mit <β>, später auch mit <ου> geschrieben.

### Doppelte Konsonanten
Gemination existierte im Altgriechischen, sprich: Doppelte Konsonanten wurden gelängt, ähnlich wie, zu metrischen Zwecken, im modernen zyprischen Dialekt. Doppelkonsonanten erscheinen nicht am Wortanfang und -ende. φ, θ und χ werden nicht in der Rechtschreibung verdoppelt, als Ersatz werden die Buchstabenkombinationen πφ, τθ und κχ benutzt (vergleiche die Eigennamen Σαπφώ Sapphṓ und Βάκχος Bákchos).
Ein doppeltes Sigma der meisten antiken Dialekte (und in der Koine) – σσ – erschien im Attischen generell als doppeltes Tau (ττ). Einige Wissenschaftler haben vermutet, dass dies für eine Affrikate ([tʃ] oder [ts]) steht, doch es gibt keine direkten Belege dafür.

## Silben
Im Altgriechischen ist die Unterscheidung zwischen langen und kurzen Silben (Silben mit zwei Moren bzw. einer More) sehr wichtig. Auf ihr beruht auch das klassische Versmaß. Eine lange Silbe ist eine Silbe, deren Vokal entweder lang oder Diphthong ist oder die auf einen Konsonanten endet. Falls ein Konsonant zwischen zwei Silben innerhalb eines Wortes steht, gehört er im Regelfall zur zweiten, die vorangehende Silbe mit kurzem Vokal ist dann also eine kurze Silbe. Falls zwei oder mehr Konsonanten, ein Doppelkonsonant (ζ, ξ oder ψ) oder ein gelängter (geminierter) Konsonant zwischen zwei Silben innerhalb eines Wortes erscheinen, gehört der erste zu der davor und längt sie. Bestimmte Kombinationen von Konsonanten, stimmlose Plosive plus Liquide oder Nasale (z. B. τρ oder κν), sind Ausnahmen, da unter bestimmten Umständen beide Konsonanten Teil der zweiten Silbe sind – ein Phänomen, das als correptio attica bekannt ist. Antike Grammatiker bezeichneten eine lange Silbe mit einem kurzen Vokal als „θέσει μακρά thései makrá“ – „lang nach Konvention“, was später als positione longa ins Lateinische missübersetzt wurde. Eine langvokalische Silbe wurde als „φύσει μακρά phýsei makrá“ – natura longa, „von Natur aus lang“ – bezeichnet.

## Akzent
Im Altgriechischen hatte eine Silbe eines Wortes normalerweise einen Akzent; es gab allerdings kleinere Ausnahmen. Dieser Akzent wurde im Altgriechischen – anders als im Neugriechischen – primär als Tonhöhenakzent (englisch pitch accent) realisiert. Die betonte Silbe wurde in höherer Stimmlage sowie, als sekundäres Attribut, mit höherer Lautstärke ausgesprochen. Laut Dionysios von Halikarnassos betrug das Intervall etwa eine Quinte. In der standardisierten polytonischen Rechtschreibung, die in der hellenistischen Zeit entwickelt wurde, sich jedoch erst in der byzantinischen Zeit generell durchsetzte, als der tonale Akzent schon einem dynamischen gewichen war, wurde der Akut (griechisch ὀξεῖα oxeîa) benutzt, um eine einfach akzentuierte Silbe anzuzeigen. In langen Vokalen und Diphthongen konnte der Akzent auf jede Hälfte (oder Mora) der Silbe fallen. Fiel der Akzent auf die erste Mora, so hatte die Silbe erst einen hohen und dann einen normalen Ton. Dies wurde in der Rechtschreibung durch den Zirkumflex (griechisch περισπωμένη perispōménē bzw. περισπασμός perispasmós) markiert. So wurde beispielsweise [ɛː˥˧], also das Absinken von einem besonders hohen Ton auf normale Tonhöhe bei einem langen [ɛ], mit <ῆ> wiedergegeben, [ɛː˧˥], also derselbe Vokal mit einem Anstieg von normaler Tonhöhe auf einen besonders hohen Ton, mit <ή>. Das Gleiche gilt für [eː˥˧] = εῖ und [eː˧˥] = εί, [yː˥˧] = ῦ usw. Dies erklärt auch, weshalb die Kurzvokale Epsilon und Omikron nie mit Zirkumflex auftauchen.
Für die Verteilung der Akzente galten folgende Regeln:
Für den Akut
- Grundsätzlich konnte er auf die letzten drei Silben eines Wortes fallen.
- Auf die drittletzte Silbe konnte er nur fallen, wenn die letzte Silbe einen kurzen Vokal enthielt.
- Enthält (z. B. durch Kasusänderung und eine lange Endung des Wortes) die letzte Silbe eines Wortes, bei dem der Akut grundsätzlich auf der drittletzten Silbe liegt, einen langen Vokal oder einen Diphthong, verschiebt er sich auf die zweitletzte (z. B. Nominativ ὁ ἄνθρωπος ho ánthropos, deutsch ‚der Mensch‘, Genitiv τοῦ ἀνθρώπου toû anthrópou, deutsch ‚des Menschen‘).
- Steht ein Wort mit Akut auf der letzten Silbe nicht vor einem Satzzeichen (Punkt, Doppelpunkt, Komma, Semikolon), so wird der Akut zum Gravis (βαρεῖα bareîa). Es mag sein, dass dies eine Tonsenkung anzeigen soll; es fehlt dafür jedoch an Belegen. Schönberger (2016) führt eine Reihe antiker und byzantinischer Belege zum Beweis dafür an, dass der Gravis in der Antike nie ein Akzentzeichen war, sondern lediglich die Unbetontheit einer im normalen Tiefton zu sprechenden Silbe anzeigte. Er geht von einer Proklise oxytoner Wörter innerhalb von phonetischen Wörtern des Altgriechischen aus, durch welche ursprünglich oxytone Wörter in der Synepie tonlos wurden.

Für den Zirkumflex
- Er kann (siehe oben) nur auf langen Vokalen oder Diphthongen stehen.
- Er kann nur auf der letzten Silbe stehen – oder auf der vorletzten, dies jedoch nur, wenn die letzte einen kurzen Vokal enthält.
- Sollte die letzte Silbe eines Wortes, bei dem der Zirkumflex auf der vorletzten Silbe läge, einen langen Vokal oder einen Diphthong erhalten, wird er zum Akut (z. B. Nominativ ὁ Δαρεῖος ho Dareîos, Genitiv τοῦ Δαρείου toû Dareíou, Eigenname Darius); die Gravis-Regel für den Akut gilt wie gehabt.

Die Diphthonge <αι> und <οι> werden, wenn sie am Ende eines Wortes stehen und Teil einer Flexionsendung sind, meist wie kurze Vokale behandelt (z. B. οἱ ἄνθρωποι hoi ánthrōpoi). Schönberger (2016) stellt die These auf, dass dies wohl eine monophthongische Aussprache der diphthongischen Schreibungen voraussetze. Zusammengesetzte Wörter werden teilweise wie ihre Bestandteile betont (z. B. οὔτε oúte, ὥσπερ hṓsper).

## Bei der Rekonstruktion benutzte Argumente und Belege
Die oben genannten Informationen basieren auf einer großen Menge von Belegen, worüber Linguisten und Philologen im 19. und 20. Jahrhundert ständig diskutierten. Im Folgenden sind einige der Argumente angegeben, wie sie in dieser Argumentation angeführt wurden, zusammen mit einem kurzen Überblick über die Quellen.

### Argumente innerhalb des Griechischen

#### Initiale Laut-Buchstaben-Zuordnung
Wenn eine Sprache eine Alphabetschrift übernimmt, muss ein gewisser einfacher Grad an Übereinstimmung zwischen den Graphemen (Buchstaben) und den Phonemen der übernehmenden Sprache gegeben sein, was nicht unbedingt eine genaue „Eins-zu-eins-Korrespondenz“ bedeuten muss. Dies führt auch immer zu den gleichen Schreibfehlern, so lange die Aussprache die gleiche bleibt. Falls sich eine Lautverschiebung über aufeinanderfolgende Generationen ereignet, ändert sich die Rechtschreibung entweder so, dass diese Lautverschiebung offensichtlich wird, oder sie bleibt konservativ, sodass sich eine traditionelle Rechtschreibung durchsetzt. Im ersten Falle, was man durchaus als „Rechtschreibreform“ betiteln kann, weist der Zeitpunkt der Einführung der Reform auch auf den Zeitpunkt der Lautverschiebung hin. Im zweiten Falle, wenn sich eine historische Rechtschreibung durchsetzt, werden Schreibfehler, die ungeübte Schreiber machen, zu zentralen Punkten, die Linguisten erlauben, Lautverschiebungen und deren Zeitpunkt und somit die Entwicklung der Aussprache über die Zeit zu rekonstruieren.

#### Schreibfehler
Wenn herausgefunden wird, dass Schreiber besonders oft zwei Buchstaben verwechseln, kann daraus geschlossen werden, dass die beiden Laute zusammengefallen sind. Dies geschah oft, zum Beispiel mit <ι> und <ει>, kurz darauf mit <υ> und <οι>, mit <ο> und <ω> und mit <ε> und <αι> und noch später mit <η> und <ι> und <ει>, die ja bereits zusammengefallen waren.
Wenn man herausfindet, dass Schreiber oft einen Buchstaben auslassen, wo er in der Standard-Rechtschreibung gebraucht werden würde, oder, dass sie fälschlich einen einsetzen, wo er nicht hingehört (siehe Hyperkorrektur), kann man daraus schließen, dass der Laut, den dieser Buchstabe repräsentierte, in der Aussprache verloren gegangen ist. Dies geschah recht früh mit dem „Spiritus asper“ ([h]) am Wortanfang in den meisten Formen des Griechischen. Ein anderes Beispiel ist die gelegentliche Auslassung des Iota subscriptum in langen Diphthongen (siehe oben).
Schreibfehler sind eine wichtige Beweisquelle, treten aber nur begrenzt auf. Sie beweisen lediglich, dass die phonetische Entwicklung sich in der Sprache des Schriftstücks ereignete, jedoch nicht, dass sie sich gemeingültig durchsetzten. Altgriechisch war keine homogene oder statische Sprache, sondern in viele regionale und soziale Varianten aufgeteilt. Viele der sprachlichen Eigenschaften, die für das späte und heutige Griechisch charakteristisch sind, entstanden wahrscheinlich schon in den Soziolekten des klassischen Attischen, doch die alten Dialekte scheinen sich für Jahrhunderte erhalten zu haben.

#### Lautmalerische Wörter
Griechische Literatur enthält manchmal Darstellungen von Tierschreien in griechischen Buchstaben (vergleiche Onomatopoesie). Das am häufigsten zitierte Beispiel ist das „Schafblöken“ <βῆ, βῆ>, das als Beweis dafür gesehen wird, dass das Beta als Stimmhafter bilabialer Plosiv und dass das Eta als langer ungerundeter halboffener Vorderzungenvokal ausgesprochen wurden. Lautmalerische Verben wie „μυκάομαι mykáomai“ (vergleiche lateinisch mugire) für das Kuh-Muhen, „βρυχάομαι brycháomai“ (vergleiche lateinisch rugire) für das Brüllen eines Löwen oder „κόκκυξ kókkyx“ (vergleiche lateinisch cuculus) für den Namen des Kuckucks legen nahe, dass die archaische Aussprache des langen Ypsilon [u:] war, bevor sie zu [y:] wurde.

#### Morphophonologische Aspekte
Bei manchen Entwicklungen innerhalb von Wörtern unterliegen Laute regelmäßigen Veränderungen wie As- oder Dissimilation, die manchmal beim Schreiben berücksichtigt werden. Dies kann genutzt werden, um die „ursprünglichen“ Laute zu rekonstruieren.
- <π>, <τ> und <κ> werden am Ende eines Wortes regelmäßig als <φ>, <θ> bzw. <χ> geschrieben, wenn das folgende Wort einen „Spiritus asper“ über dem ersten Buchstaben hat. Dies gilt auch für Komposita. Beispiele: „ἐφ’ ἁλός eph’ halós“ statt „ἐπὶ ἁλός epí halós“ oder „καθ’ ἡμᾶς kath’ hēmás“ statt „κατὰ ἡμᾶς katá hēmás“; Komposita: „ἀφορισμός aphorismόs“ statt „*ἀπορισμός *aporismόs“ (von ἀπό apó + ὁρισμός horismόs), „ἐφήμερος ephḗmeros“ statt „*ἐπήμερος *epḗmeros“ (von ἐπί epí + ήμέρα hēméra), „μέθοδος méthodos“ statt „*μέτοδος *métodos“ (von μετά metá + ὁδός hodós).
- Der attische Dialekt ist von Synäresen gekennzeichnet: Zwei aufeinander folgende Vokale werden zu einer Silbe zusammengezogen. So wird beispielsweise in anderen Dialekten regelmäßig unverbundenes <εα> im Attischen zu <η>. Dies erhärtet die Ansicht, dass die Aussprache des Eta eher dem genau zwischen [e] und [a] liegenden [ɛː] entsprach und nicht dem [i] des heutigen Griechisch. Dementsprechend werden die unverbundenen ionischen Laute <εε>, <οο> ([e.e], [ο.ο]) im Attischen verbunden <ει> und <ου> geschrieben. Dies legt deren Aussprache als [eː] beziehungsweise [οː] nahe – zumindest im Attischen. Später hingegen wurden sie zu [i] und [u].

#### Vom Standard abweichende Schreibungen
Morphophonologische Veränderungen wie die oben beschriebenen werden in vom Standard abweichenden Schreibungen oft unterschiedlich behandelt. Dies führt gelegentlich zu Fragen über die Repräsentativität des literarischen Dialektes und erlaubt Rekonstruktionen, die nicht möglich wären, wenn nur eine Version in den literarischen Texten der Standardsprache zur Verfügung stände. So legt zum Beispiel die vom Standard abweichende Korrektur eines Kappa zu einem Gamma am Ende eines Wortes, wenn das folgende Wort mit einem stimmhaften Konsonanten beginnt, oder eines Kappas zu einem Chi am Wortende vor mit Spiritus asper beginnenden Wörtern nahe, dass dieses Kappa zu [ɡ] oder [kʰ] assimiliert wurde.

#### Metrische Beweise
Die Metra, die in der klassischen griechischen Poesie benutzt wurden, basieren auf dem Prinzip der langen und kurzen Silben und können manchmal als Beweis für die Vokallänge dienen, wenn dies nicht schon aus der Rechtschreibung deutlich wird. Ab dem 4. Jahrhundert nach Christus wurde Poesie so geschrieben, dass betonungsbasierte Metra verwendet wurden, woraus man schließen kann, dass nicht mehr zwischen langen und kurzen Vokalen unterschieden wurde und dass der Polytonische Akzent durch einen reinen Betonungsakzent ersetzt wurde.

### Belege außerhalb des Griechischen

#### Lautbeschreibungen
Einige antike Grammatiker versuchten, systematische Beschreibungen der Laute der Sprache zu verfassen. Bei anderen Autoren kann man gelegentliche Anmerkungen über die „korrekte“ Aussprache von einzelnen Lauten finden. Beide Arten von Beweisen sind oft schwierig zu interpretieren, da auch die phonetische Terminologie dieser Zeit oft vage war und es oft nicht klar ist, in welcher Relation die beschriebenen Formen zu denen, die eigentlich von den breiteren Schichten der Bevölkerung gesprochen wurden, stehen.
Wichtige antike Autoren sind Dionysios Thrax, Dionysios von Halikarnassos und Ailios Herodianos.

#### Vergleich zwischen verschiedenen Dialekten
Manchmal können der Vergleich des Standard-Attischen mit geschriebenen Formen der anderen griechischen Dialekte oder die humorvolle Übertragung der „fremdartigen“ dialektalen Aussprache (z. B. spartanischem Dorisch in attischen Theaterstücken) Hinweise auf den Lautwert bestimmter Schreibungen liefern.
Gegen Ende des 5. Jahrhunderts v. Chr. transkribierten attische Autoren manchmal das spartanische θ mit σ, so in Wendungen wie „ναὶ τὼ σιώ“ (statt attisch θεώ), „παρσένε“, „ὀρσά“ (statt ὀρθή), „ἀγασώς“ (statt ἀγαθούς) bei Aristophanes (Lysistrata). Bei Thukydides findet sich „σύματος“ statt θύματος (die letztere Schreibung wurde in Beschreibungen des Dorischen aus dem 4. Jahrhunderts gefunden). Man kann daraus schließen, dass das <θ> des spartanischen Dorisch bereits (zumindest vor Vokalen) ein Frikativ war und dass die Athener Autoren dies, da das Attische den Plosiv länger beibehielt, parodierten.

#### Lehnwörter
Die Schreibweise griechischer Fremdwörter in anderen Sprachen und anderssprachiger Lehnwörter im Griechischen kann ein wichtiger Hinweis auf die Aussprache sein. Doch der Beleg ist oft schwierig zu interpretieren oder unerschlossen. Man muss beachten, dass die Laute von Lehnwörtern oft nicht identisch in die andere Sprache übernommen werden. Wo es der Zielsprache an einem Phonem fehlt, das genau einem der Ausgangssprache entspricht, wird dieses normalerweise durch ein ähnlich klingendes Phonem der Zielsprache ersetzt.
Das Lateinische hat aufgrund der großen Nähe der römischen zur griechischen Kultur zahlreiche griechische Wörter übernommen. Es ist daher von großer Bedeutung für die Rekonstruktion der altgriechischen Phonologie. Zuerst wurden griechische Lehnwörter, insbesondere technische Bezeichnungen und Eigennamen, die den Buchstaben Φ enthielten, mit „p“ oder „ph“ transkribiert, womit sich die Schreiber, wenn auch unvollständig, bemühten, einen Laut zu schreiben, den das Lateinische nicht enthielt. Später, in den ersten Jahrhunderten nach Christus, tauchen erstmals Schreibungen mit „f“ in solchen Lehnwörtern auf, was darauf hinweist, dass das Phi bereits zu einem Frikativ geworden war. So wird im 2. Jahrhundert „P(h)ilippus“ durch „Filippus“ ersetzt. Etwa zur selben Zeit wurde damit begonnen, das „f“ als Ersatz für das Theta zu verwenden, aus Mangel an einer besseren Wahl, woraus man folgern kann, dass der Laut des griechischen Theta ebenfalls ein Frikativ geworden war.
Um bestimmte andere griechische Wörter darzustellen, fügten die Römer die Buchstaben „y“ und „z“ zum lateinischen Alphabet hinzu, die sie direkt vom griechischen übernahmen. Dies ist deshalb wichtig, weil es zeigt, dass die Römer keine Schriftzeichen für die Laute der Buchstaben Υ und Ζ im Griechischen hatten, was bedeutet, dass in diesem Falle kein Laut des Lateinischen dafür genutzt werden kann, um die griechischen Laute zu rekonstruieren.

#### Vergleich mit älteren Alphabeten
Das griechische Alphabet entwickelte sich aus dem älteren phönizischen Alphabet. Anzunehmen ist, dass die Griechen die verschiedenen phönizischen Buchstaben für diesen ähnliche griechische Laute verwendeten. Jedoch ist diese Interpretation, ähnlich wie bei den Lehnwörtern, von zahlreichen Variablen betroffen.

#### Vergleich mit jüngeren oder abgeleiteten Alphabeten
Das griechische Alphabet ist die Grundlage anderer Alphabete, des etruskischen und später des armenischen, gotischen und kyrillischen Alphabets. Ähnliche Argumente wie im phönizisch-griechischen Fall können in diesen Fällen gebracht werden.
Zum Beispiel steht der kyrillische Buchstabe В (We) für den Laut [v], was bekräftigt, dass das Beta im 9. Jahrhundert bereits als stimmhafter Frikativ ausgesprochen wurde, während der neue Buchstabe Б (Be) für den Laut [b] neu erfunden wurde. Im Gotischen dagegen steht der Buchstabe, der vom Beta abgeleitet wurde, für [b], also war das Beta im 4. Jahrhundert noch ein Plosiv.

#### Vergleich mit dem Neugriechischen
Bei jeglicher Rekonstruktion des Altgriechischen muss in Betracht gezogen werden, wie sich die Laute später zum Neugriechischen hin entwickelten, und wie sich diese Änderungen ereigneten. Im Allgemeinen wird von Linguisten angenommen, dass die Unterschiede zwischen dem rekonstruierten Altgriechischen und dem Neugriechischen relativ unproblematisch sind, da die relevanten Änderungen (so die Wandlung von Plosiven zu Frikativen, die Verschiebung von Vokalen zu [i], der Verlust des Anlautes [h] und Veränderungen von Vokallängen und Betonungssystemen) regelmäßig in vielen Sprachen beobachtet werden und relativ einfach zu erklären sind.

#### Vergleichende Rekonstruktion des Proto-Indogermanischen
Systematische Entsprechungen zwischen den Lauten des Griechischen und denen der anderen indogermanischen Sprachen dienen Sprachwissenschaftlern als starke Hinweise für die Rekonstruktion, da solche Entsprechungen als starke Hinweise darauf gesehen werden, dass diese Laute auf einen gemeinsamen Laut der Protosprache zurückgehen müssen.

## Geschichte der Rekonstruktion der antiken Aussprache

### Renaissance
Bis zum 15. Jahrhundert (während der Zeit des byzantinischen griechischen Reiches) wurden griechische Texte genauso ausgesprochen wie zeitgenössisches Griechisch, wenn es laut gelesen wurde. Ab etwa 1486 verurteilten diverse Gelehrte (insbesondere Antonio de Nebrija, Hieronymus Aleander und Aldus Manutius) diese Aussprache als unvereinbar mit den Beschreibungen, die von antiken Grammatikern überliefert waren, und schlugen eine alternative Aussprache vor.
Johannes Reuchlin (1455–1522), der führende Gelehrte des Griechischen des Westens um 1500, hatte die Lehre des Griechischen von ausgewanderten byzantinischen Gelehrten übernommen und benutzte weiterhin die moderne Aussprache. Der nur geringfügig jüngere Erasmus von Rotterdam (um 1467–1556) fragte sich, ob die antike griechische Aussprache anders gewesen sein könnte. 1528 veröffentlichte er seinen De recta Latini Graecique sermonis pronuntiatione dialogus („Zwiegespräch über die richtige Aussprache des Lateinischen und Griechischen“), eine philosophische Abhandlung in der Form eines philosophischen Dialoges, in dem er eine neue Art, das antike Griechische und Lateinische auszusprechen, entwickelte. Es wird jedoch gesagt, Erasmus habe damit fortgefahren, das traditionelle System für den Unterricht zu gebrauchen. Die beiden Modelle wurden schnell nach den Namen ihrer ersten Befürworter als „Reuchlinisches“ und „Erasmisches“, oder, nach den charakteristischen Vokalaussprachen, als „itazistisches“ (oder „iotazistisches“) bzw. „etazistisches“ System bekannt.
Die erasmische Rekonstruktion basierte auf einer großen Fülle von Argumenten, abgeleitet von den philologischen Kenntnissen, die zu dieser Zeit verfügbar waren. Hauptsächlich focht er für eine regelmäßigere Korrespondenz zwischen Buchstaben und Lauten und nahm an, dass unterschiedliche Buchstaben für verschiedene Laute gestanden haben müssen und gleiche Buchstaben für gleiche Laute. Dies brachte ihn darauf, dass, zum Beispiel, die verschiedenen Buchstaben, die im itazistischen System alle [i] ausgesprochen werden, verschiedene Lautwerte gehabt haben müssen, und dass <ει>, <αι>, <οι>, <ευ>, <αυ> und <ου> alle Diphthonge mit schließendem Auslaut gewesen sein müssen. Er beharrte auch darauf, dass die antiken Grammatiker berücksichtigt wurden, so zum Beispiel, wenn sie vorschrieben, dass Vokale unterschiedlich lang und kurz seien oder dass der Akut- und Zirkumflex-Akzent jeweils einer charakteristischen Tonhöhenkontur entsprachen.
Weiterhin formulierte er eine Reihe von etymologischen Vergleichen mit gleichbedeutenden Wörtern aus dem Lateinischen und anderen europäischen Sprachen. Einige seiner Argumente sind, im Nachhinein betrachtet, falsch, da der Zeit zum Teil noch die sprachwissenschaftlichen Kenntnisse fehlten. Erasmus unterschied daher noch nicht deutlich zwischen lateinisch-griechischen Wortverwandtschaften, die durch Entlehnung entstanden waren (z. B. griechisch Φοῖβος Phoibos und lateinisch Phoebus), und solchen, die einer gemeinschaftlichen indogermanischen Wurzel entsprangen (z. B. griechisch φώρ phо̄r und lateinisch fūr); teils wurde er auch zum Opfer sogenannter „falscher Freunde“ und stellte so Wörter nur auf Grund zufälliger Ähnlichkeiten zusammen (z. B. griechisch θύειν thýein „opfern“ und französisch tuer „töten“). Auf anderen Gebieten sind seine Argumente durchaus die gleichen wie die, die auch moderne Linguisten verwenden, beispielsweise, wenn er auf Grund von zwischen-dialektalen Korrespondenzen innerhalb des Griechischen argumentiert, dass das Eta ein eher offenerer e-Laut, näher an [a], gewesen sein muss.
Erasmus gab sich große Mühe, den einzelnen Phonemen in seinem rekonstruierten System plausible phonetische Werte zuzuordnen. Dies war keine einfache Aufgabe, da es in den zeitgenössischen Grammatiktheorien an einer reichen und genauen Terminologie fehlte, um solche Lautwerte auszudrücken. Um dieses Problem zu umgehen, nutzte er seine vorhandenen Kenntnisse über die Lautrepertoires von lebenden Sprachen, zum Beispiel verglich er sein rekonstruiertes <η> mit einem schottischen „a“ [æ], sein rekonstruiertes <ου> mit einem niederländischen „ou“ [oʊ] und sein rekonstruiertes <οι> mit einem französischen „oi“ [oɪ] (wohlgemerkt in einer heute historisch gewordenen Aussprache).
Er konstatierte, dass die griechischen Konsonantenbuchstaben <β>, <γ> und <δ> die stimmhaften Plosive [b], [g], bzw. [d] waren, während die Konsonantenbuchstaben <φ>, <θ> und <χ> die Frikative [f], [θ] bzw. [x] wie im modernen Griechisch seien (wobei er jedoch anführte, dass dieser f-Laut sich vom Lateinischen <f> unterschieden haben muss, möglicherweise meinte er damit, es sei [φ] gewesen).
Die Aufnahme von Erasmus’ Ideen durch seine Zeitgenossen war verschieden. Der Prominenteste der Gelehrten, die sich dagegen aussprachen, war Philipp Melanchthon, ein Schüler Johannes Reuchlins. Die Debatte innerhalb der humanistischen Kreise dauerte bis ins 17. Jahrhundert, die Situation blieb also für Jahrhunderte unentschieden, bis sie zugunsten des erasmischen Modelles entschieden wurde. 

### Das 19. Jahrhundert
Ein erneutes Interesse an dem Thema der rekonstruierten Aussprache kam im 19. Jahrhundert auf. Zum einen zeigte die neue Wissenschaft der historischen Linguistik, die auf der Methode der vergleichenden Rekonstruktion fußte, lebhaftes Interesse am Griechischen. Sie stellte schnell fest, dass, entgegen jeglichem Zweifel, das Griechische zusammen mit vielen anderen Sprachen zu der indogermanischen Protosprache gehörte. Dies hatte große Konsequenzen für die Rekonstruktion des phonologischen Systems. In derselben Zeit brachte die fortlaufende Arbeit in der Philologie und Archäologie eine immer größer werdende Menge an nicht-literarischen und nicht-klassischen griechischen Schriften, zum Beispiel Inschriften und später auch Papyri, ans Licht, die vom sprachlichen Standard abwichen. Diese Funde trugen Erhebliches zur Ausweitung der Kenntnisse über die Entwicklung der Sprache bei. Zum anderen lebte das akademische Leben in Griechenland erneut auf, nachdem 1830 ein griechischer Staat wieder das Licht der Welt erblickt hatte, und die griechischen Gelehrten akzeptierten zunächst nur widerstrebend die scheinbar fremde Idee, dass Griechisch so anders, als sie es kannten, ausgesprochen worden sei.
Die Arbeiten vergleichender Sprachwissenschaftler führten zu einem Bild des Altgriechischen, das Erasmus’ Modell zunächst mehr oder weniger bestätigte, wenn auch mit einigen Veränderungen. Es wurde bald klar, dass, zum Beispiel, das Muster von langen und kurzen Vokalen, das im Griechischen beobachtet wurde, in anderen Sprachen ähnliche Gegensätze enthielt, die auch im modernen Griechisch Nachfolger besaßen (vergleiche Ablaut); dass das Griechische <υ> früher [u] gewesen sein musste, weil in allen anderen indogermanischen Sprachen entsprechend [u] steht (vergleiche griechisch μῦς mȳs, lateinisch mūs); dass in vielen Fällen <η> vorher [a:] war (vergleiche griechisch μήτηρ mētēr, lateinisch māter – im dorischen Griechisch ist das lange a erhalten geblieben: μάτηρ mātēr); dass das griechische <ου> manchmal in Wörtern für ein gelängtes <ο> stand und deshalb teilweise für [o:] stehen müsste (das Gleiche gilt sinngemäß für <ε> und das lange [e:], <ει>), und so weiter. Was die Konsonanten betrifft, wurde die ursprüngliche Plosivität sowohl der Aspiraten <φ>, <θ> und <χ> ([pʰ], [tʰ] und [kʰ]), als auch der Mediae <β>, <δ> und <γ> ([b], [d] und [g]), festgestellt, über die man wiederum herausfand, dass sie direkte Weiterentwicklungen ähnlicher Laute im Ur-Indogermanischen (rekonstruiertes *[bʰ], *[dʰ] und *[gʰ], sowie *[b], *[d] und *[g]) waren. Man erkannte außerdem, dass der Spiritus asper am Wortanfang meist ein Überrest eines *[s] war (vergleiche griechisch ἑπτά hepta und lateinisch septem), von dem man annahm, dass seine Aussprache zu [h] abgeschwächt worden war. Weiterhin arbeitete man an der Rekonstruktion des linguistischen Hintergrundes des Versmaßes im Altgriechischen, speziell bei Homer, was ein wichtiges Licht auf die phonologische Silbenstruktur und den Akzent warf. Auch beschrieben und erklärten Gelehrte die Regelmäßigkeiten der Entwicklung von Konsonanten und Vokalen bei Prozessen wie der Assimilation oder Reduplikation.
Obwohl vergleichende Wissenschaftler auf diese Weise sicher nachweisen konnten, dass ein gewisser Stand, im Wesentlichen dem erasmischen Modell entsprechend, zu einer gewissen Zeit gegolten hatte, und dass manche Änderungen später, während der Entwicklung zum modernen Griechischen, erfolgten, konnte die vergleichende Methode wenig darüber sagen, wann dies geschah. Erasmus war besonders begierig darauf gewesen, ein Aussprachemodell zu finden, das möglichst nahe auf die geschriebenen Buchstaben passte, und nun war es natürlich anzunehmen, dass dieser rekonstruierte Lautbestand zu der Zeit galt, als das Griechische verschriftlicht wurde. Eine Zeit lang wurde angenommen, dies sei diejenige Aussprache, die während der gesamten klassischen Periode bestanden hatte. Trotzdem war es sehr gut möglich, dass die Aussprache der lebendigen Sprache schon recht früh während der Antike begonnen hatte, sich aus dem rekonstruierten System hin zum modernen Griechischen zu wandeln.
Unter diesen Umständen wurden die Hinweise aus den neuen, vom Standard abweichenden Inschriften besonders wichtig. Kritiker des erasmischen Systems achteten insbesondere auf das systematische Muster von Schreibfehlern. Diese Fehler zeigten, dass Schreiber Probleme damit hatten, bei diversen Wörtern die richtigen Schreibungen auseinanderzuhalten, zum Beispiel <ι>, <η> und <ει>. Dies bewies, dass diese Vokale schon in der Sprache dieser Zeit begonnen hatten zusammenzufallen. Gelehrte in Griechenland betonten schnell diese Funde, um das erasmische System generell niederzumachen, während einige westeuropäische Gelehrte eher dazu neigten, sie herunterzuspielen und entweder als vereinzelte Ausnahmen oder als Einflüsse von nicht-attischen, vom Standard abweichenden Dialekten abzutun. Dabei scheint es jedoch so zu sein, dass einige Gelehrte, motiviert von der ideologischen Tendenz, das post-klassische, insbesondere das byzantinische und moderne Griechische als Vulgärform der Sprache anzusehen, das Altgriechische in einer „reinen“ Form bewahrt wissen wollten. Die hieraus entstehende Debatte fand ihren Ausdruck zum Beispiel in den Werken von A. N. Jannaris (1897) und T. Papadimitrakopoulos (1889) auf der contra-erasmischen und F. Blass (1870) auf der pro-erasmischen Seite.
Es dauerte noch bis zum 20. Jahrhundert, bis die Arbeit von Georgios N. Chatzidakis, die die Ergebnisse der vergleichenden Linguistik anerkannte, auch von griechischen Gelehrten gemeinhin akzeptiert wurde. Der internationale Konsens, der im frühen und mittleren 20. Jahrhundert erreicht wurde, ist durch die Arbeiten von Sturtevant (1940) und Allen (1968) belegt.

### Neuere Entwicklungen
Seit den 1970ern und 1980ern versuchen einige Gelehrte eine systematische Neubewertung der Beweise auf Grund von Inschriften und Papyri (Teodorsson 1974, 1977, 1978; Gignac 1976; Threatte 1980, Zusammenfassung von Horrocks 1999). Ihren Resultaten entsprechend können viele der relevanten phonologischen Änderungen gut datiert werden, teilweise noch auf die klassische Periode, und die Zeit der Koine kann mit vielen Lautveränderungen in Bezug gesetzt werden. Viele der Veränderungen im Vokalismus werden jetzt auf die Zeit zwischen dem fünften und dem 1. Jahrhundert vor Christus datiert, während man annimmt, dass die der Konsonanten um das 4. Jahrhundert nach Christus abgeschlossen waren. Trotzdem gibt es nach wie vor eine beachtliche Debatte über präzise Daten, und es ist auch immer noch nicht klar, in welchem Grad und für wie lange verschiedene Aussprachearten innerhalb der Griechisch sprechenden Gemeinschaft nebeneinander existiert haben. Die konsensfähige Ansicht ist heute, dass ein phonologisches System, das ungefähr dem von Erasmus rekonstruierten entspricht, wahrscheinlich während der Periode der klassischen attischen Literatur gegolten hat, biblisches oder anderes post-klassisches Koine-Griechisch aber schon in einer Weise ausgesprochen wurde, die dem Neugriechischen bereits in wesentlichen Punkten entsprach.
Kürzlich gab es jedoch auch einen Versuch einer vollständigen Ablehnung der erasmischen Rekonstruktion durch den Theologen und Philologen Chrys C. Caragounis (1995 und 2004). Auf Grund der Inschriften datiert Caragounis alle relevanten Vokalveränderungen während oder sogar noch vor die klassische Periode. Er befürwortet auch eine frühe Umwandlung der Aspiraten und Mediae zu Frikativen und bezweifelt generell die Bedeutung der Vokallängen und der Unterschiede zwischen den Akzenten in der gesprochenen Sprache. Diese Ansichten stehen momentan innerhalb dieses wissenschaftlichen Feldes isoliert da.
Christos Karvounis kommt in seiner Untersuchung zu dem bemerkenswerten Ergebnis, dass die meisten phonologischen Gegebenheiten des Neugriechischen bereits in antiker Zeit existierten oder im Entstehen begriffen waren – wenn auch noch nicht gleichzeitig an einem Ort. Man muss wohl davon ausgehen, dass die phonologische Vielfalt bereits in klassischer Zeit viel größer war und zahlreiche Laute viel früher in die Richtung der heutigen neugriechischen Aussprache tendierten, als dies bisher von der Forschung vermutet wurde.

### Deutsch
- Friedrich Blass: Über die Aussprache des Griechischen. Weidmann, Berlin 1870; 3., umgearb. Aufl. 1888.
- Christos Karvounis: Aussprache und Phonologie im Altgriechischen. Wiss. Buchgesellschaft, Darmstadt 2008, ISBN 978-3-534-20834-0.
- Helmut Rix: Historische Grammatik des Griechischen. Laut- und Formenlehre. 2. Auflage. Wiss. Buchgesellschaft, Darmstadt 1992, ISBN 3-534-03840-1.
- Eduard Schwyzer: Griechische Grammatik. Band 1: Allgemeiner Teil. Lautlehre, Wortbildung, Flexion. Beck, München 1939, Neuaufl. 1990, ISBN 3-406-01339-2.
- Axel Schönberger: Zur Behandlung der Akzentuierung des Altgriechischen in ausgewählten deutschen Darstellungen unter kritischer Betrachtung griechischer Quellen des ersten Jahrtausends nach Christus. Valentia, Frankfurt am Main 2016, ISBN 978-3-936132-39-7.

### Englisch
- W. Sidney Allen: Vox Graeca: the pronunciation of Classical Greek. Dritte Auflage. University Press, Cambridge 1987, ISBN 0-521-33555-8.
- Vít Bubeník: The Phonological Interpretation of Ancient Greek: A Pandialectal Analysis. University Press, Toronto, Buffalo, London 1983, ISBN 0-8020-5476-5.
- Chrys C. Caragounis: Development of Greek and the New Testament. Baker Academic, 2004, ISBN 3-16-148290-5.
- E.M. Geldart: The Modern Greek Language In Its Relation To Ancient Greek. Neudruck. Lightning Source, 2004, ISBN 1-4179-4849-3.
- Geoffrey Horrocks: Greek: a history of the language and its speakers. Addison-Wesley, London 1997, ISBN 0-582-30709-0.
- Antonios N. Jannaris: An Historical Greek Grammar Chiefly of the Attic Dialect As Written and Spoken From Classical Antiquity Down to the Present Time. MacMillan, London 1887.
- Philomen Probert: Ancient Greek Accentuation: Synchronic Patterns, Frequency Effects, and Prehistory. Oxford University Press, Oxford 2006.
- Philomen Probert: Accentuation in Old Attic, Later Attic, and Attic, in: J.H.W. Penney (Hrsg.): Indo-European Perspectives: Studies in Honour of Anna Morpurgo Davies. Oxford University Press, Oxford 2004, S. 277–291.
- Philomen Probert: A New Short Guide to the Accentuation of Ancient Greek. Duckworth (Bristol Classical Press), London 2003.
- Andrew L. Sihler: New Comparative Grammar of Greek and Latin. Oxford University Press, Oxford 1995, ISBN 0-19-508345-8.
- Edgar H. Sturtevant: The Pronunciation of Greek and Latin. Neuauflage 1997. Ares Publishers, Philadelphia 1940, ISBN 0-89005-087-2.
- Sven-Tage Teodorsson: The phonemic system of the Attic dialect 400-340 BC. Acta Universitatis Gothoburgensis, Göteborg 1974.
- Sven-Tage Teodorsson: The phonology of Ptolemaic Koine (Studia Graeca et Latina Gothoburgensia). Göteborg 1977, ISBN 91-7346-035-4.
- Sven-Tage Teodorsson The phonology of Attic in the Hellenistic period. Acta Universitatis Gothoburgensis, Göteborg 1978, ISBN 91-7346-059-1.
- Leslie Threatte: The grammar of Attic inscriptions. Band 1: Phonology. de Gruyter, Berlin 1980, ISBN 3-11-007344-7.
- W. B. Stanford: The Sound of Greek. Univ. of California Press, 1967, ISBN 0-520-01204-6.

### Französisch
- Michel Lejeune: Phonétique historique du mycénien et du grec ancien. Neudruck 2005 Librairie Klincksieck, Paris 1972, ISBN 2-252-03496-3.
- A. Meillet: Aperçu d’une histoire de la langue grecque. Achte Ausgabe. Librairie Klincksieck, Paris 1975, ISBN 2-252-03487-4
- A. Meillet, J. Vendryes: Traité de grammaire comparée des langues classiques. Vierte Ausgabe. Librairie Ancienne Honoré Champion, Paris 1968.
- Jean-Pierre Guglielmi: Grec Ancien – Buch + 4 Audio-CDs (rekonstruierte Phonologie). Assimil, 2003, ISBN 2-7005-1087-9.

### Griechisch
- Angeliki Malikouti-Drachmann: Η φωνολογία της Κλασικής Ελληνικής. In: A.-F. Christidis (Hrsg.): Ιστορία της Ελληνικής γλώσσας απο τις αρχές εως την ύστερη αρχαιότητα. Ινστιτούτο Νεοελληνικών Σπουδών, 2001, S. 386–401.
- Th. Papadimitrakopoulos: Βάσανος τῶν περὶ τῆς ἑλληνικῆς προφορᾶς Ἐρασμικῶν ἀποδείξεων. Athen 1889.
- Georgios Babiniotis: (Ιστορική Γραμματεία της Αρχαίας Ελληνικής Γλώσσας, 1. Φωνολογία).
- Hatzidakis: Academic Studies: The pronunciation of Ancient Greek (Ακαδημαϊκαί Αναγνώσματα: Η προφορά της Αρχαίας Ελληνικής). 1902.